# استاندارد بانک

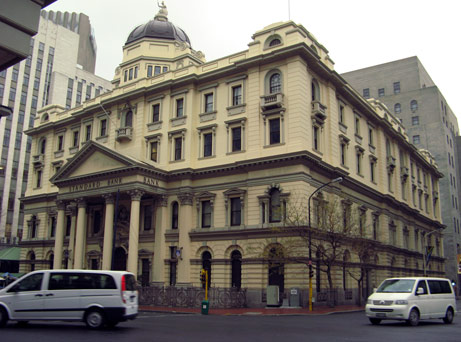
ساختمان شعبه استاندارد بانک، در شهر کیپ‌تاون

استاندارد بانک (به انگلیسی: Standard Bank) شرکت خدمات مالی و بانکداری آفریقای جنوبی است، که در زمینه ارائه خدمات بانکداری شرکتی، بانکداری سرمایه‌گذاری، مدیریت سرمایه‌گذاری و بانکداری خرد فعالیت می‌نماید.
استاندارد بانک در سال ۱۸۶۲ راه‌اندازی شد و هم‌اکنون دارای شعبه در ۳۲ کشور جهان می‌باشد. شعبه مرکزی این بانک در شهر ژوهانسبورگ، آفریقای جنوبی قرار دارد و بخشی از سهام آن در بازار بورس ژوهانسبورگ معامله می‌شود. بانک صنعتی و بازرگانی چین با در اختیار داشتن ۲۰٪ از سهام استاندارد بانک، بزرگترین سهام‌دار آن محسوب می‌شود.